# Мадрис (департамент)
Мадри́с (ісп. Madriz) — один з департаментів Нікарагуа.

## Географія
Департамент знаходиться в північно-західній частині Нікарагуа. Площа департаменту становить 1708,23 км². Чисельність населення 158 020 осіб (перепис 2012 року). Щільність населення - 92,51 чол./км². Адміністративний центр - місто Сомото.
Межує на півночі з департаментом Нуева-Сеговія, на півдні з департаментами Чинандега і Естелі, на сході з департаментом Хінотега, на заході з Гондурасом.

## Історія
Департамент був створений з департаменту Нуева Сеговія в 1936 році та отримав свою назву на ім'я президента Нікарагуа Хосе Мадриса.

## Адміністративний поділ
В адміністративному плані департамент Мадрис підрозділяється на 9 муніципалітетів:
1. Лас-Сабанас
2. Паласагуїна
3. Сан-Лукас
4. Сан-Хосе-де-Кусмапа
5. Сан-Хуан-дель-Ріо-Коко
6. Сомото
7. Тельпанека
8. Тотогальпа
9. Ялагуїна

## Економіка
Основою економіки департаменту є сільське господарство, в якому зайнято понад 75% населення. Головні вирощувані культури тут - кава і зернові.